# Estación Los Cóndores (Mitre)
 Los Cóndores  es una estación ferroviaria ubicada en Los Cóndores , en el Departamento Calamuchita, Provincia de Córdoba, República Argentina.

## Servicios
Actualmente, no presta ningún servicio de cargas ni de pasajeros.